# Malin Stenberg
Ulla Malin Stenberg, född den 7 februari 1973 i Onsala, är en svensk teaterregissör. Stenberg är utbildad i regi på Stockholms konstnärliga högskola 2003–2005, och har arbetat på Teater Bhopa, Folkteatern i Göteborg,  Stockholms Stadsteater, Teater Tribunalen, Backa Teater, Folkteatern i Gävleborg, Östgötateatern, Örebro Länsteater, Bohusläns Teater, Unga Riks, Göteborgs Stadsteater, Ung scen/öst, Riksteatern, Giron Sámi Teáhter, Operahögskolan, Högskolan för scen och musik i Göteborg, Dramaten och Folkoperan.

## Teater

### Regi
| År   | Produktion                                                                             | Upphovsmän                                                                    | Teater                                 |
| ---- | -------------------------------------------------------------------------------------- | ----------------------------------------------------------------------------- | -------------------------------------- |
| 1999 | Horisonten är här                                                                      | Mats Kjelbye                                                                  | Teater Bhopa                           |
| 2000 | Marsipanmage                                                                           | Mats Kjelbye                                                                  | Teater Bhopa                           |
| 2001 | En äldre herre på sex år                                                               | Jonna Nordenskiöld                                                            | En Trappa Ner, Folkteatern i Göteborg  |
| 2002 | Nefertitis barn                                                                        | Jonna Nordenskiöld                                                            | Backa teater                           |
| 2003 | Ros mellan tänderna                                                                    | Christian Augrell                                                             | Orionteatern                           |
| 2003 | Girlpower                                                                              | Eva Östergren                                                                 | Backa teater                           |
| 2004 | Hela vägen hem                                                                         | Mats Kjelbye                                                                  | Backa teater                           |
| 2005 | Hud mot hud                                                                            | Eva Östergren                                                                 | Stockholms stadsteater                 |
| 2006 | Skuggfåglarna                                                                          | Naomi Wallace                                                                 | Unga Riks                              |
| 2006 | Ros mellan tänderna                                                                    | Christian Augrell                                                             | Bohusläns Teater                       |
| 2007 | Anna Larssons hemliga dagbok                                                           | Irena Kraus och Malin Stenberg                                                | Unga Dramaten                          |
| 2008 | Den tatuerade mamman                                                                   | Irena Kraus och Malin Stenberg                                                | Unga Dramaten                          |
| 2008 | Nattblind                                                                              | Darja Stucker                                                                 | Östgötateatern                         |
| 2008 | Butterfly kiss                                                                         | Phyllis Nagy                                                                  | Göteborgs stadsteater                  |
| 2009 | Sista dansen                                                                           | Carin Mannheimer                                                              | Stockholms stadsteater                 |
| 2009 | Askungen                                                                               | Sofia Fredén                                                                  | Dramaten                               |
| 2010 | Mannen i ormskinnsjackan Orpheus Descending                                            | Tennessee Williams                                                            | Dramaten                               |
| 2011 | Vargtimmen                                                                             | Ingmar Bergman                                                                | Dramaten                               |
| 2012 | Satans Strindberg - flera produktioner                                                 | August Strindberg m fl                                                        | Lejonkulan Dramaten                    |
| 2013 | Blood on ice                                                                           | Sofia Fredén                                                                  | Backa teater                           |
| 2013 | Djävlar på hjul                                                                        | Malin Stenberg och Lucas Svensson                                             | Göteborgs stadsteater                  |
| 2014 | Heliga Johanna av slakthusen                                                           | Bertolt Brecht                                                                | Gävle Folkteater                       |
| 2015 | Metropolis                                                                             | Thea von Harbou Översättning Sam J. Lundwall                                  | Kulturhuset Stadsteatern               |
| 2015 | Var finns Pobby och Dingan?                                                            | Ben Rice/Ninna Tersman                                                        | Unga radioteatern                      |
| 2016 | Pussy Riot - en punkbön                                                                | Irena Kraus                                                                   | Unga Dramaten                          |
| 2017 | Förklädd gud                                                                           | Hjalmar Gullberg Översättning Sam J. Lundwall                                 | Folkoperan                             |
| 2017 | How to hold your breath                                                                | Zinnie Harris                                                                 | Göteborgs stadsteater                  |
|      | Jeanne DÁrc                                                                            | Sisela Lindblom                                                               | Backa Teater                           |
| 2018 | Imorgon är nu                                                                          | Lucas Svensson                                                                | Örebro Länsteater                      |
|      | Den Håriga Apan                                                                        | Eugene O´Neill                                                                | Teater Tribunalen                      |
| 2019 | Utomjording                                                                            | Libretto Emy Stahl, Tonsättare Calle Lindkvist                                | Operahögskolan i Stockholm             |
|      | Memory                                                                                 | Libretto och tonsättare Jonas Forssell                                        | Estrad Norr                            |
| 2020 | MammaPappaBarn - det familjära våldets historia                                        | collagepjäs av Staffan Valdemar Holm, Stellan Larsson                         | Högskolan för scen och musik, Göteborg |
|      | Ædnan                                                                                  | originalverk Linnea Axelsson dramatisering Irena Kraus, Malin Stenberg        | Riksteatern Giron Sámi Teáhter         |
| 2022 | Fattigfällan                                                                           | Charlotta von Zweigbergk Dramatisering Marie Persson-Hedenius                 | Helsingborgs stadsteater               |
| 2022 | En pjäs för de levande i en döende värld A Play For The Living in a Time of Extinction | Miranda Rose Hall Översättning Amanda Svensson                                | Dramaten                               |
| 2022 | Bara Astrid                                                                            | Irena Kraus                                                                   | Kulturhuset Stadsteatern               |
| 2024 | Hearrát dat bidje min/Herrarna satte oss hit                                           | originalverk Elin Anna Labba manus Stina Oscarsson                            | Uppsala stadsteater Giron Sámi Teáhter |
| 2025 | Kung Ubu Ubu Roi                                                                       | Alfred Jarry Översättning Sture Pyk, bearbetning Anna Berg och Malin Stenberg | Göteborgs stadsteater                  |